# Nelson Piquet
Nelson Piquet Souto Maior (født 17. august 1952 i Rio de Janeiro, Brasilien) er en tidligere brasiliansk racerkører, der blev verdensmester i Formel 1 hele tre gange, i 1981, 1983 og 1987. Han er far til den forhåndværende Formel 1-kører Nelson Piquet Jr.

## Formel 1
Piquet havde sin Formel 1-debut i 1978 for Ensign. Efter sit første løb kørte han 3 løb for McLaren, og så for Brabham-teamet, hvor han kom ind som kører i 1979 til 1985. I 1986 kom han til Williams-teamet til 1987. Fra 1988 til 1989 kørte han for Lotus, hvor han havde ikke vundet et løb. I 1990 kørte han for Benetton indtil 1991.

## Resultater
Piquets succesfulde Formel 1-karriere strakte over 14 sæsoner, fra 1978 til 1991, hvor han i alt nåede at køre 207 Grand Prix'er. Han opnåede 23 sejre og 37 sekundære podieplaceringer, hvilket var nok til at sikre ham hele tre verdensmesterskaber.